# Tokichi Setoguchi
Tokichi Setoguchi (Japans: 瀬戸口藤吉, Setoguchi Tōkichi) (Tarumizu, 28 juni 1868 - Tokio, 8 november 1941) was een Japans componist, muziekpedagoog, dirigent en klarinettist.

## Levensloop
Setoguchi werd in 1882 als klarinettist lid van de Militaire kapel van de keizerlijke Marine in Yokosuka. Later werd hij dirigent van dit orkest. Tijdens een concerttournee in 1907 door 16 landen Europa vierde hij grote successen. Toen werd hij als de Japanse Sousa genoemd. In 1910 begeleidde hij Prins Yoshihito op zijn reis naar Londen voor de kroningsfeestelijkheden van koning George V van het Verenigd Koninkrijk. In 1917 ging hij met pensioen.
Na zijn actieve dienst was hij docent voor harmoniemuziek aan verschillende universiteiten en conservatoria.
Als componist schreef hij diverse marsen en militaire liederen. Verder reformeerde hij de Japanse militaire muziek tussen de Eerste Wereldoorlog en de Tweede Wereldoorlog.

## Composities

### Werken voor harmonieorkest (militaire kapel)
- 1897 March of the Warships (ook als "March Gunkan" bekend), gebaseerd op het “Warship (Gunkan)” , lied - tekst: Hiraku Toriyama (officiële mars van de toenmalige Militaire kapel van de keizerlijke Marine en tegenwoordig van de Japan Maritime Self-Defense Force Band) Warship March
- 1914 Nipponkai Kaisen
- 1941 Mamore Taiheiyo
- Battle of the Yellow Sea - tekst: Takeki Owada
- Flag of the naval ensign - tekst: Takeki Owada
- Gakushuin 50 anniversary song
- Harbor
- Hiroshi Kusunoki Our Exile
- Night battle of the Tsushima Sea - tekst: Takeki Owada
- Obstruction Corps - tekst: Takeki Owada
- Qingdao occupation Songs
- Sixth submarine lost - tekst: Takeki Owada
- Song of the Shikishima warship (ook: Warship -SHIKISHIMA- March) - tekst: Masaomi Ban
- South Manchuria song
- Spring dance
- The Athletics Grand March
- The Battle Of Tsushima Sea March - tekst: Takeki Owada
- The Man Of War March
- The Patriotic March (Aikoku Koshinkyoku) - (samen met: Ushimatsu Saito) - tekst: Yukio Morikawa
- The War of Mongolian Invasion
- Tokyo Tokyo ode march
- Watch Out, mars
- Women's patriotic song
- Working vessels - tekst: Takeki Owada en Nobutsuna Sasaki